# سقوط (فیلم ۲۰۰۴)
سقوط با نام کامل سقوط آخرین روزهای رایش سوم (به آلمانی: Der Untergang) و (به انگلیسی: Downfall) فیلمی در ژانر درام جنگی، ساخته الیور هرشبیگل محصول سال ۲۰۰۴ است. سقوط بر اساس کتاب پناهگاه هیتلر تراودل یونگه، کتاب تا آخرین ساعت ملیسا مولر، کتاب هیتلر یوآخیم فست، خاطرات آلبرت اشپر و ارنست-گونتر باده روایت شده‌است. سقوط دوازده روز آخر زندگی آدولف هیتلر یعنی از ۱۷ تا اواخر آوریل سال ۱۹۴۵ میلادی را در سنگر زیرزمینی فرماندهی او به تصویر کشیده‌است. در این مرحله، فیلم از فروریختن ماشین نظامی و دستگاه سیاسی عظیم رژیم نازی آلمان آن پرده برمی‌دارد. سقوط پر هزینه‌ترین فیلم تاریخ سینمای آلمان به‌شمار می‌رود. سقوط در اسکار ۲۰۰۴ نامزد جایزه بهترین فیلم خارجی‌زبان شد. امپایر این فیلم را در لیست صد فیلم برتر تاریخ سینمای جهان قرار داد.

## داستان
داستان این فیلم تاریخ آلمان نازی را از نوامبر سال ۱۹۴۲ تا ۸ مه ۱۹۴۵ روایت می‌کند. که در آن تراودل یونگه، آخرین منشی و ماشین‌نویس آدولف هیتلر، داستان روزهای آخر زندگی پیشوای آلمان را تعریف می‌کند که در پناهگاهی در برلین می‌گذرد.

## بازیگران

لوگو فیلم

- برونو گانتس
- الکساندرا ماریا لارا
- کورینا هارفوش
- یولیانه کولر
- توماس کرتشمن
- کریستیان برکل
- هینو فرخ
- آندره هنیکه
- اولریش ماتس
- گوتز اتو
- اولریش نوتن
- کریستین ردل
- رولف کانیس
- مایکل مندل
- ماتیاس هابیخ
- بیرگیت مینیشمایر
- دیتریش هالندبائومر
- دیتر من
- یوستوس فون دونانی
- جرالد الکساندر
- توماس تیمه
- دونوان گانیا
- هانس استاینبرگ
- هاینریش اشمیدر
- ایگور رومانف
- ایگو بابنچیکوف
- مایکل برادنر
- کریستین هونینگ
- بتینا ردلیخ
- آنا تالباخ
- دیوید اشتریزو
- ماتیاس گنیدینار
- الکساندر سالستین

## نقش‌ها
برونو گانتس برای آمادگی در نقش آدولف هیتلر، رفتار بیماران مبتلا به بیماری پارکینسون را در یک بیمارستان در سوئیس مطالعه کرد. و نیز با کمک یک بازیگر جوان از منطقه ای که هیتلر در آنجا متولد شده بود، لهجه متمایز آدولف هیتلر را تمرین کرد.
همچنین بعد از انتشار فیلم، برونو گانتس اظهار داشت که در ابتدا او نقش آدولف هیتلر را نمی‌خواست. با این وجود، گانتس پس از دیدن فیلم ده روز آخر محصول سال ۱۹۵۵ و تصویرگری آلبین اسکودا از هیتلر، متوجه شد که می‌توان این نقش را با عمق بازی کرد و درنهایت این نقش را پذیرفت.

## واقعیت تاریخی
در صحنه ابتدایی فیلم، جایی که تراودل در اواخر سال ۱۹۴۲ برای سمت منشی هیتلر مصاحبه می‌شود، وی خود را با عنوان «تارلودل هامپس» معرفی می‌کند. با این حال، در تمام صحنه‌های فیلم در پناهگاه هیتلر، از وی به عنوان «فرائو یونگه» یاد می‌شود. در ژوئن سال ۱۹۴۳، تراودل با تأیید هیتلر، با هانس هرمان یونگه، «افسر اس اس نازی» ازدواج کرد که هانس در اوت ۱۹۴۴ در فرانسه کشته شد. از آنجا که فیلم مستقیم از سال ۱۹۴۲ به سال ۱۹۴۵ می‌پرد، این وقایع را به تصویر نمی‌کشند. با این حال، تغییر نام او صحیح است. و نیز می‌بینیم که آدولف هیتلر نشانی از لباس خود برمی‌دارد و به ماگدا گوبلس می‌دهد؛ این نشان، نشان طلایی حزب نازی است، که به اعضای حزب بلندپایه که از سال ۱۹۲۵ در حکومت نازی عضویت دائمی داشتند اعطا می‌شد. اگرچه هیتلر از ابتدا در عضویت حزب نازی نبود، اما او در سال ۱۹۳۳ به خود این نشان را اعطا کرد. اتحاد جماهیر شوروی این نشان را در صندوقچه ای پیدا کرد و آن را در یک طاق در لوبیانکا، مقر "KGB" نگهداری کرد. در سال ۱۹۹۶، "FSB"، جانشین فدراسیون روسیه در "KGB" اتحاد جماهیر شوروی، فاش کرد که این نشان را دارد و در سال ۲۰۰۵ آن را به معرض نمایش گذاشت. این نشان در نوامبر همان سال، در پی حملهٔ گروهی شورشی به سرقت رفت. همچنین تلگرافی که در ۲۳ آوریل ۱۹۴۵ آدولف هیتلر از «گوئه رینگ» دریافت کرد و نشان می‌داد که وی قصد دارد خود را به عنوان رئیس دولت اعلام کند با این فرض که هیتلر ناتوان بوده، زندانی شده یا مرده‌است، در ژوئیه سال ۲۰۱۵ با قیمت ۵۵٬۰۰۰ دلار در حراج فروخته شد. این سند ابتدا در سال ۱۹۴۵ به دست کاپیتان ارتش آمریکا یعنی «بنیامین برادین» منتقل شد، پس از آنکه برادین هنگام جمع‌آوری غنایم جنگی از بانک هیتلر به آنجا رفت، آن را از روی میزکار هیتلر جدا کرد. بعداً این تلگراف به دست پسر برادین رسید، که سپس وی آن را به عنوان هدیه ای به استاد دانشگاه کالج نظامی در کارولینای جنوبی اهدا کرد. آن استاد به نوبه خود آن را به دانشجوی دیگری داد که نهایتاً آن دانشجو آن را در سال ۲۰۱۵ در یک حراجی به فروش گذاشت. و در خصوص وضعیت سلامتی هیتلر، در بسیاری از صحنه‌های فیلم در طول سال ۱۹۴۵ و اواخر حکومت وی، حرکات دست و بدن هیتلر لرزان بود، طوری که به نظر می‌رسد انگار او عصبی است، به خصوص که در صحنه‌های «اتاق جنگ» این اتفاق نمود بیشتری پیدا می‌کرد؛ که این در واقع به این دلیل بود که هیتلر اعتقاد داشت که دارای بیماری پارکینسون است.

## روایات
بسیاری از نقطه نظرهایی که دربارهٔ آدولف هیتلر در فیلم روایت شد، براساس روایات مربوط به آلبرت اشپر و تراودل یونگه هستند که از نظر تاریخی دقیق می‌باشند. با این حال، بسیاری از آنها از تاریخ‌های قبل از سال ۱۹۴۲ تا ۱۹۴۵ که داستان فیلم در این تاریخ اتفاق می‌افتد، رخ داده‌اند.

## شخصیت‌ها
از سی و هفت نفر شخصیت‌های واقعی این فیلم، روخوس میش تنها کسی بود که در زمان اکران این فیلم زنده بود. وی در ۵ سپتامبر ۲۰۱۳ در سن ۹۶ سالگی درگذشت.

## اساس فیلم
این فیلم براساس کتاب "سقوط" (به آلمانی "Der Untergang") اثر مورخ یوآخیم فست و کتاب "تا ساعت آخر"(به آلمانی"Bis zur letzten Stunde") اثر تراودل یونگه، آخرین منشی خصوصی آدولف هیتلر از سال ۱۹۴۲ تا ۱۹۴۵ ساخته شده‌است.

## دستاوردها
این فیلم در میان «۱۰۰۱ فیلم شما باید قبل از مرگ» ببینید، تدوین شده توسط استیون اشنایدر.

## فیلمبرداری
فیلم سقوط در طی ۱۲ هفته فیلمبرداری شد. و به دو دلیل بیشتر صحنه‌های شهری فیلم در فضای باز و در شهر سن پترزبورگ روسیه فیلمبرداری شد. اول اینکه، معماری این شهر جنبه‌های آلمانی زیادی دارد و مورد بعدی اینکه، خیابان‌های این شهر از تبلیغات مدرنیک و جنبه‌های تجاری کمتری برخوردار می‌باشد و با حال و هوای آن روزهای جنگ جهانی در آلمان سازگاری بیشتری دارد. و در خصوص صحنه‌های فیلمبرداری، بازیگران و خدمه فیلم اظهار داشتند که سخت‌ترین صحنه فیلمبرداری این فیلم، صحنه ای است که ماگدا گوبلس فرزندان خود را مسموم می‌کند. کودکان گوبلز و سن آنها در زمانی است که توسط مادرشان مسموم شدند به این ترتیب بود: هلگا ۱۲ ساله؛ هیلد ۱۱ ساله؛ هلمت ۱۰ ساله؛ هولده ۸ ساله؛ هده ۶ ساله؛ هایدی ۴ ساله.

## پخش
نمونه مصاحبه ای که در ابتدای فیلم نمایش داده می‌شود، از فیلم مستند «نقطه کور» از تراودل یونگه می‌باشد که در ماه آوریل و ژوئیه ۲۰۰۱ ضبط شده‌است. و در فیلم می‌بینیم که پرتره‌ای که آدولف هیتلر در یک صحنه به آن خیره شده‌است، از فردریک پروس دوم است که به فردریک کبیر نیز معروف است. وی از سال ۱۷۴۰ تا ۱۷۸۶ بر کشور آلمان سلطنت کرد. و نیز می‌بینیم که ماگدا گوبلس نامه ای را به پسرش، هارالد کوانت ارسال می‌کند و تصویری از پسرش در جلوی او وجود دارد. هارالد تنها عضو خانواده بود که از جنگ جان سالم به در برد. او در سال ۱۹۴۴، به عنوان یک ستوان در لوفت‌وافه یا همان نیروی هوایی آلمان نازی مجروح شد و توسط متفقین در ایتالیا اسیر شد. وی در سال ۱۹۴۷ آزاد شد و بعداً در سال ۱۹۶۷ در اثر سانحه هوایی درگذشت. همچنین کودکان گوبلز هنگام ورود ماگدا گوبلس با "دکتر استامفگر"، ترجمه آلمانی را از داستانهای "Sam Pig" توسط نویسنده محبوب کودکان انگلیسی "آلیسون اوتلی" را می‌خوانند.

## جوایز
- برنده جایزه بهترین فیلم خارجی زبان سال انجمن منتقدان فیلم لندن ۲۰۰۶
- برنده جایزه بهترین فیلم غیر آمریکایی جوایز بودیل ۲۰۰۶
- برنده جایزه بهترین فیلم غیر آمریکایی جشنواره رابرت ۲۰۰۶
- برنده جایزه بهترین فیلم خارجی‌زبان انجمن آنلاین فیلم و تلویزیون ۲۰۰۵
- برنده جایزه بهترین فیلم جوایز منتقدان فیلم کانزاس سیتی ۲۰۰۵
- برنده جایزه بهترین فیلمنامه جشنواره بین‌المللی فیلم ماردل پلاتا ۲۰۰۵
- برنده جایزه بهترین فیلم و بهترین کارگردانی جوایز بامبی ۲۰۰۵
- برنده جایزه بهترین فیلم خارجی‌زبان منتقدان فیلم نیویورک آنلاین ۲۰۰۵
- برنده جایزه بهترین فیلم مستقل خارجی جوایز فیلم مستقل بریتانیا ۲۰۰۵
- برنده جایزه آماندا بهترین فیلم خارجی‌زبان ۲۰۰۵
- برنده جایزه بهترین فیلم هیئت ملی منتقدین آمریکا ۲۰۰۵
- نامزد جایزه اسکار بهترین فیلم خارجی‌زبان ۲۰۰۴